# Atemptat d'Ankara del 13 de març de 2016
El 13 de març de 2016 es va perpetrar un atemptat a Ankara (Turquia), en el qual van morir 37 persones, mentre que 75 individus més van quedar ferits. Aquest atemptat es produïa menys d'un mes després d'un altre atemptat a la ciutat que havia causat 27 morts.
Segons va informar Mehmet Kılıçlar, governador de la província d'Ankara, el diumenge 13 de març a la tarda un cotxe bomba va esclatar a Kızılay, un barri al centre de la capital turca. Concretament, l'explosió es va produir prop d'un punt de patrullatge de policia i d'una parada d'autobús al Passeig d'Atatürk, al costat est del parc Güven, prop de la Plaça de Kızılay. La detonació va causar la mort instantània de 23 persones, així com l'incendi de diversos vehicles. A més, dues persones més van morir mentre eren traslladades a l'hospital. Segons diversos mitjans turcs, l'explosió s'hauria produït quan el cotxe bomba hauria col·lidit amb un autobús, entre el bulevard Atatürk i l'avinguda Ziya Gökalp.
Uns dies després, el 17 de març, el grup Falcons de la Llibertat del Kurdistan (TAK) va reivindicar l'atemptat mitjançant un missatge al seu lloc web. Segons afirmaven, l'atac responia a una "acció de venjança" per les operacions militars turques al Kurdistan. A més, explicaven que l'autora de l'atemptat, que va morir allà mateix, era Seher Çagla Demir, membre del TAK des del 2013.